# بومادران یونانی
 بومادران یونانی(نام علمی: Achillea ageratifolia) نام یک گونه از تیره کاسنیان است.